# Danny Porush
Daniel Mark Porush (* Februar 1957 in Lawrence, New York) ist ein amerikanischer Unternehmer und ehemaliger Börsenmakler. Bekannt wurde er vor allem durch seine Beteiligung am Unternehmen Stratton Oakmont, das er 1989 gemeinsam mit Jordan Belfort gegründet hatte und das 1997 aus der National Association of Securities Dealers wegen Betruges ausgeschlossen sowie im Jahr darauf von der United States Securities and Exchange Commission geschlossen wurde.
Die Figur des Donny Azoff in Martin Scorseses Filmbiografie The Wolf of Wall Street über den Aufstieg und Fall von Porushs Geschäftspartner Belfort basiert auf Porush und wird darin von Jonah Hill verkörpert.

## Leben
Porush wuchs in einer jüdischen Familie auf und schrieb sich für fünf Jahre an der Boston University ein, ohne dort einen Abschluss zu machen. Während dieser Zeit soll er häufig den Job gewechselt und ein Unternehmen namens Sureride Ambulette gegründet haben.
In den späten 1980er Jahren gründete Porush mit seinem Freund Jordan Belfort das Investmentunternehmen und Brokerhaus Stratton Oakmont mit Sitz in Long Island, New York. Belfort übernahm im Unternehmen die Position des Geschäftsführers, Porush übernahm einen Sitz im Aufsichtsrat. Stratton Oakmont spezialisierte sich auf den Verkauf von sogenannten Pennystocks. Für den Börsenstart der Schuhmarke von Steve Madden sorgte das Unternehmen zum ersten Mal für Aufsehen. Steve Madden selbst war seit seiner Kindheit ein Freund von Porush gewesen. Auch er musste später eine Haftstrafe wegen Betruges verbüßen.
1989 erhielt Stratton Oakmont zum ersten Mal Besuch von den US-Finanzbehörden National Association of Securities Dealers (NASD) und Securities and Exchange Commission (SEC), welche das Unternehmen nun regelmäßigen Prüfungen unterzogen.
Stratton Oakmont wurde 1997 aus der NASD wegen Betruges ihrer Kunden ausgeschlossen und im Jahr darauf von der United States Securities and Exchange Commission geschlossen. Den Anlegern war bis dahin ein Schaden von über 200 Millionen US-Dollar entstanden.
Porush und Belfort bekannten sich 1999 in zehn Anklagepunkten wegen Geldwäsche und Anlagebetrug für schuldig und sagten gegen einige Kollegen aus. Dafür erhielten sie reduzierte Haftstrafen. Porush wurde zu vier Jahren Haft verurteilt und 2004 nach 39 Monaten im Gefängnis auf Bewährung entlassen.

## Weiteres
Belfort veröffentlichte 2007 das Buch The Wolf of Wall Street. Dieses Buch wurde sechs Jahre später von Martin Scorsese verfilmt. Laut Porush sind viele in Buch und Film beschriebene Ereignisse fiktiv. Scorsese hatte in seinem Film nicht den Namen Porush verwendet, weil dieser gedroht hatte, das Filmstudio Paramount Pictures zu verklagen, sollte sein Name im Film verwendet werden.